# Floriano Peixoto (Rio Grande do Sul)
Floriano Peixoto is een gemeente in de Braziliaanse deelstaat Rio Grande do Sul. De gemeente telt 2.155 inwoners (schatting 2009).